# Ардр (кантон)
Ардр (фр. d'Ardres) — упраздненный кантон во Франции, регион Нор-Па-де-Кале, департамент Па-де-Кале. Входил в состав округа Сент-Омер.
В состав кантона входили коммуны (население по данным Национального института статистики за 2009 г.):
- Ардр (4 213 чел.)
- Балингем (1 086 чел.)
- Беенган-ле-Эперлек (927 чел.)
- Бонненг-ле-Ардр (651 чел.)
- Брем (1 299 чел.)
- Журни (273 чел.)
- Зуафк (564 чел.)
- Клерк (253 чел.)
- Ландретен-ле-Ардр (690 чел.)
- Луш (904 чел.)
- Мантк-Норбекур (587 чел.)
- Мэнк-Ньреле (649 чел.)
- Нор-Леленган (206 чел.)
- Нордоск (902 чел.)
- Ньель-ле-Ардр (515 чел.)
- Одреем (466 чел.)
- Отенг (302 чел.)
- Реберг (235 чел.)
- Рек-сюр-Ам (598 чел.)
- Роделенган (538 чел.)
- Турнеан-сюр-ла-Ам (1 335 чел.)
- Эперлек (3 162 чел.)

## Экономика
Структура занятости населения :
- сельское хозяйство — 9,9 %
- промышленность — 13,2 %
- строительство — 6,4 %
- торговля, транспорт и сфера услуг — 35,4 %
- государственные и муниципальные службы — 35,1 %

## Политика
На президентских выборах 2012 г. жители кантона отдали Франсуа Олланду в 1-м туре 27,2 % голосов против 26,8 % у Марин Ле Пен и 24,1 % у Николя Саркози, во 2-м туре в кантоне победил Олланд, получивший 51,7 % голосов (2007 г. 1 тур: Саркози — 26,7 %, Сеголен Руаяль — 21,6 %; 2 тур: Саркози — 52,3 %). На выборах в Национальное собрание в 2012 г. по 6-му избирательному округу департамента Па-де-Кале они поддержали кандидата Социалистической партии Брижитт Бургиньон, набравшую 25,4 % голосов в 1-м туре и 54,7 % — во 2-м туре. (2007 г. 7-й округ. 1-й тур: Жиль Кокемпо (СП) — 29,4 %, 2-й тур: Наташа Бушар (СНД) — 50,3 %). На региональных выборах 2010 года в 1-м туре победил список социалистов, собравший 29,6 % голосов против 21,1 % у Национального фронта и 19,0 % у списка «правых». Во 2-м туре единый «левый список» с участием социалистов, коммунистов и «зелёных» во главе с Президентом регионального совета Нор-Па-де-Кале Даниэлем Першероном получил 46,9 % голосов, «правый» список во главе с сенатором Валери Летар занял второе место с 27,3 %, а Национальный фронт Марин Ле Пен с 25,8 % финишировал третьим.
|  | Кандидат         | Партия                                 | % голосов |
|  | ---------------- | -------------------------------------- | --------- |
|  | Людовик Локе     | Республиканское и гражданское движение | 52,65     |
|  | Бернар Карпентье | Союз за народное движение              | 47,35     |

|  | Кандидат         | Партия                    | % голосов |
|  | ---------------- | ------------------------- | --------- |
|  | Бернар Карпентье | Союз за народное движение | 54,66     |
|  | Жак Франсуа      | Социалистическая партия   | 45,34     |